# Catharus maculatus
El zorzalito overo (Catharus maculatus) es una especie de ave paseriforme del género Catharus, correspondiente a la familia de los túrdidos. Habita en bosques húmedos y selvas de montaña del noroeste y centro-oeste de Sudamérica.

## Taxonomía
Descripción original
Esta especie fue descrita originalmente en el año 1858 por el abogado y zoólogo británico Philip Lutley Sclater, con el nombre científico de Malacocichla maculata.
Localidad tipo
La localidad tipo referida es: “Río Napo, provincia de Quixos, este de Ecuador”.
Holotipo
El ejemplar holotipo designado es el catalogado como: NHMUK 1858.2.4.33. Corresponde a un espécimen integrante de un lote, el que fue adquirido por el comerciante Maison Verreaux, un pariente del ornitólogo francés Jules Verreaux. Se encuentra depositado en el Museo Británico de Historia Natural (BMNH) de Londres.
Etimología
Etimológicamente el término específico maculatus deriva del latín măcǔla (macula) que significa 'mancha', en referencia a las motas que presenta su patrón de coloración ventral.
Historia taxonómica
Este taxón fue descrito como especie plena por Sclater, basándose en un ejemplar capturado en Ecuador. Este presentaba el dorso pizarra-oscuro, por lo que difería de la especie creada por John Gould, con un ejemplar de Vera Paz, Guatemala, denominada Malacocichla dryas, la que exhibía el plumaje del dorso de color verde-oliváceo.
En el año 1859 el propio Sclater transfirió Malacocichla maculata al género Catharus (es decir Catharus maculatus). Una década después, en el año 1879, O. Salvin y F. D. Godman lo incluyeron como una subespecie en Catharus dryas, es decir Catharus dryas maculatus.
Este tratamiento fue el aceptado durante 137, hasta que en 2017 un equipo integrado por Matthew, R. Halley, John C. Klicka, Paul R. Sesink Clee y Jason D. Weckstein lo rehabilitaron como especie plena, como resultado de múltiples análisis, los que incluyeron filogenias con secuencias de ADN mitocondrial (ND2), particularidades vocales, rasgos morfométricos y de nicho ecológico, separándola de este modo de Catharus dryas. Sus respectivas distribuciones geográficas están distanciadas por más de 1000 km. La distancia genética encontrada entre ambas especies resultó ser de 4,1 %.

## Distribución y hábitat
Este pájaro habita en ambientes tropicales y subtropicales, en bosques húmedos y selvas de montaña de las laderas de la Cordillera de los Andes. Se distribuye desde el oeste de Venezuela, pasando por el centro de Colombia, el centro y oeste de Ecuador, el centro del Perú y Bolivia hasta el noroeste de la Argentina, en las provincias de Jujuy, Salta y Tucumán, reportándoselo también en la de San Juan.
Subdivisión
Esta especie se compone de 3 subespecies: 
- Catharus maculatus maculatus (Sclater, 1858)[3]
- Catharus maculatus ecuadoreanus (Carriker, 1935)[17]
- Catharus maculatus blakei (Olrog, 1973)[18]

## Características y comportamiento
Es un pájaro mediano, de 16 cm de largo. Las patas exhiben un color anaranjado brillante, el que también se presenta en el pico y en el anillo ocular, los que contrastan con el negro del plumaje de casi toda la cabeza, salvo la garganta, que es amarillenta estriada de negruzco; dorsalmente es pardo-oliváceo; el pecho y el vientre es de fondo amarillo sobre el cual contrastan abundantes máculas negruzcas, más amplias hacia los flancos.
La presencia de marcas negras en la garganta permiten distinguirla de la especie similar Catharus dryas.
Se alimenta principalmente en el suelo de la selva revolviendo hojarasca en busca de alimento, el cual se compone de invertebrados, a los que suma frutos de diversas especies. Por su comportamiento arisco y por frecuentar el denso sotobosque es poco observable, por lo que se lo detecta mayormente por sus vocalizaciones. Posee hábitos no migratorios, siendo un residente común en ambiente de selva montana.